# طاقة اضمحلال

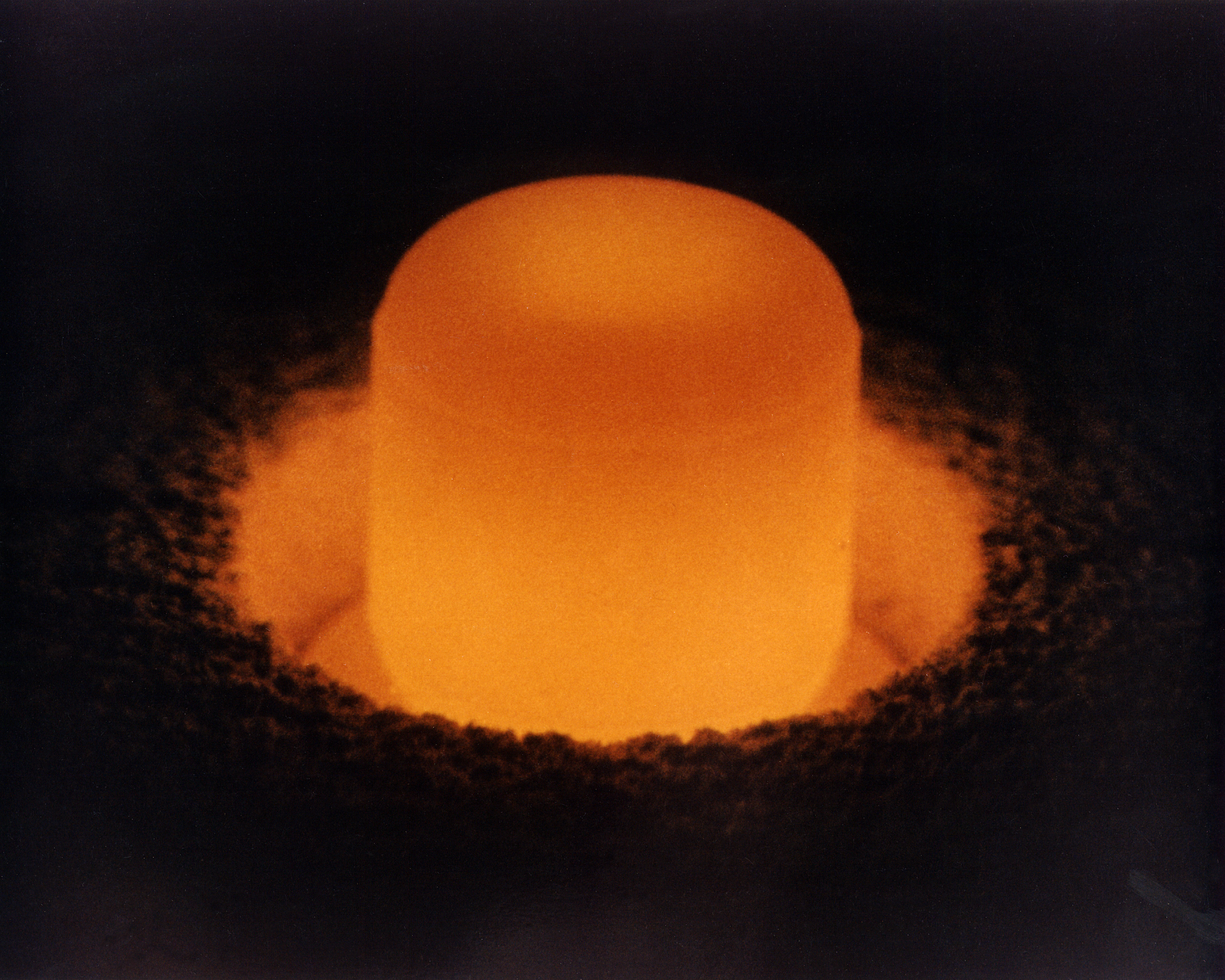

طاقة الاضمحلال هي الطاقة المنطلقة أثناء الاضمحلال النووي.
الفرق بين كتلة المتفاعلات وكتلة النواتج غالبا ما يكتب "Q".
Q = (كتلة المتفاعلات) - (كتلة النواتج)
ويمكن تحويل ذلك لطاقة باستخدام معادلة ألبرت أينشتين " E=mc²"
أنواع طاقات الاضمحلال:
- أشعة غاما.
- اضمحلال بيتا.
- اضمحلال ألفا.